# Manntra
Manntra es una banda croata de rock, originaria de Umag, formada en 2011. El grupo nace tras la separación de la banda de metal industrial Omega Lithium, con dos de sus integrantes principales, Marko Matijević Sekul y Zoltan Lečei.
La banda ha ganado notoriedad principalmente en Rusia, Alemania y Austria.

## Historia
El álbum debut de la banda se titula Horizont, lanzado el 29 de noviembre de 2012 y del cual se desprenden los sencillos "Kiša" y "Horizont". El disco fue grabado en Croacia y Eslovenia y fue producido completamente por su vocalista.
Luego de un par de años, Manntra decide volver al estudio para grabar su siguiente álbum titulado Venera, lanzado en 2015 y promocionado con una serie de videoclips. 
Posteriormente se embarcarían en una gira promocional, llamando la atención de medios especializados y bandas como In Extremo, quienes los invitan para abrir algunos de sus shows en Alemania.
La buena relación entre ambas bandas llevaría a que el cantante Michael Rhein de participara como invitado en una de las canciones del siguiente trabajo de estudio de Manntra, específicamente en la canción Meridian. El disco del mismo nombre fue lanzado en 2017.
En 2019, Manntra anuncia sus intenciones de representar a Croacia en el festival Eurovisión y lanza su nuevo sencillo "In The Shadows", su primera canción en un idioma distinto al croata y con la cual participan en la competición Dora 2019, quedando fuera del certamen.
El mismo año, la banda anuncia el lanzamiento de su nuevo álbum de estudio titulado Oyka!, el cual consideran su debut internacional ya que prácticamente todas sus canciones están en inglés, algo inédito para este grupo.

## Integrantes

### Miembros actuales
- Marko Matijević Sekul - voz, guitarra, teclados
- Andrea Kert - batería
- Marko "Pure" Purišić - guitarra (2011-2016, desde 2018)
- Boris Kolarić - guitarra, gaita, mandolina (desde 2016)
- Maja Kolarić - bajo (desde 2016)

### Miembros anteriores
- Zoltan Lečei - bajo (2011-2016)
- Danijel Šćuric - bajo (2016)
- Filip Majdak - guitarra (2016-2018)

## Discografía

### Álbumes de estudio
- 2012: Horizont (CD, Spona)
- 2015: Venera (CD, Croatia Records)
- 2017: Meridian (CD, Menart / Bleeding Nose Records)
- 2019: Oyka! (CD, NoCut Entertainment)
- 2021: Monster Mind Consuming (CD, NoCut Entertainment)
- 2022: Kreatura